# Andriej Markow (hokeista)
Andriej Wiktorowicz Markow, ros. Андрей Викторович Марков (ur. 20 grudnia 1978 w Woskriesiensku) – rosyjski hokeista, reprezentant Rosji, trzykrotny olimpijczyk, trener.

## Kariera klubowa
- Chimik Woskriesiensk (1995-1998)
- Dinamo Moskwa (1998-2000)
- Québec Citadelles (2000-2001)
- Montreal Canadiens (2000-2004, 2005-2017)
  -  Dinamo Moskwa (2004-2005)
  -  Witiaź Czechow (2012-2013)
- Ak Bars Kazań (2017-2019)
- Łokomotiw Jarosław (2019-2020)

Wychowanek Chimika Woskriesiensk. Od 2000 roku zawodnik Montréal Canadiens. W czerwcu 2011 roku przedłużył kontrakt z klubem o trzy lata. Od października 2012 do stycznia 2013 roku na okres lokautu w sezonie NHL (2012/2013) związany kontraktem z klubem Witiaź Czechow. W czerwcu 2014 przedłużył kontrakt z Montreal Canadiens o trzy lata. Od lipca 2017 zawodnik Ak Barsu Kazań. W październiku 2019 podpisał roczny kontrakt z Łokomotiwem Jarosław. W kwietniu 2020 ogłosił zakończenie kariery zawodniczej.

## Kariera reprezentacyjna
Wielokrotny reprezentant Rosji. Uczestniczył w turniejach mistrzostw świata w 1999, 2000, 2005, 2007, 2008, zimowych igrzysk olimpijskich 2006, 2010, 2014, Pucharu Świata 2016.

## Kariera trenerska
W maju 2021 wszedł do sztabu trenerskiego Witiazia Podolsk. 1 lipca 2021 ogłoszono, że Markow opuścił posadę. Wkrótce potem poinformowano, że został zdyskwalifikowany przez Rosyjską Agencję Antydopingową (RUSADA) na okres 1,5 roku z powodu trzech nieudanych testów antydopingowych. W lipcu 2022 wszedł do składu Spartaka Moskwa.

## Sukcesy

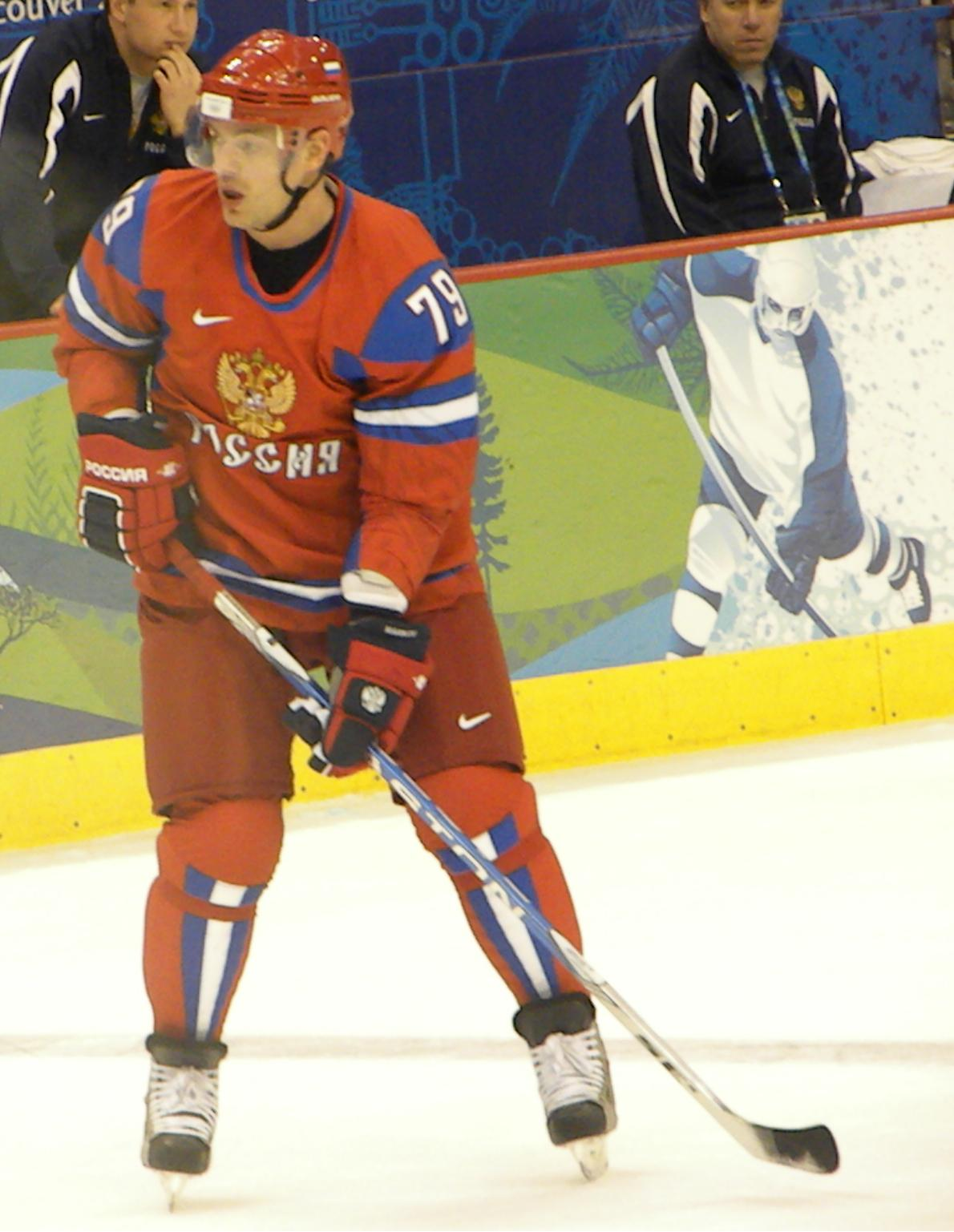
Andriej Markow w barwach Rosji (2010)

Reprezentacyjne
- Brązowy medal mistrzostw świata juniorów do lat 20: 1997
- Srebrny medal mistrzostw świata juniorów do lat 20: 1998
- Brązowy medal mistrzostw świata: 2005, 2007
- Złoty medal mistrzostw świata: 2008

Klubowe
- Złoty medal mistrzostw Rosji: 2000, 2005 z Dinamem Moskwa, 2018 z Ak Barsem Kazań
- Brązowy medal mistrzostw Rosji: 1999
- Puchar Gagarina – mistrzostwo KHL: 2018 z Ak Barsem Kazań

Indywidualne
- Superliga rosyjska w hokeju na lodzie (1998/1999):
  - Złoty Kask (przyznawany sześciu zawodnikom wybranym do składu gwiazd sezonu)
- Superliga rosyjska w hokeju na lodzie (1999/2000):
  - Złoty Kij - Najbardziej Wartościowy Gracz (MVP) rundy zasadniczej
  - Złoty Kask (przyznawany sześciu zawodnikom wybranym do składu gwiazd sezonu)
  - Najbardziej Wartościowy Zawodnik (MVP) sezonu
- Superliga rosyjska w hokeju na lodzie (2004/2005):
  - Złoty Kask (przyznawany sześciu zawodnikom wybranym do składu gwiazd sezonu)
- Mistrzostwa Świata w Hokeju na Lodzie 2005:
  - Pierwsze miejsce w klasyfikacji +/- turnieju: +8 (ex aequo)
- Mistrzostwa Świata w Hokeju na Lodzie 2007/Elita:
  - Najlepszy obrońca turnieju
- NHL (2007/2008):
  - NHL All-Star Game
- Mistrzostwa Świata w Hokeju na Lodzie 2008/Elita:
  - Jeden z trzech najlepszych zawodników reprezentacji
- NHL (2008/2009):
  - NHL All-Star Game
- KHL (2017/2018):
  - Skład gwiazd miesiąca - sierpień 2017[13]
  - Drugie miejsce w klasyfikacji asystentów wśród obrońców sezonie zasadniczym: 28 asyst
  - Piąte miejsce w klasyfikacji kanadyjskiej wśród obrońców sezonie zasadniczym: 33 punkty

Wyróżnienie
- Zasłużony Mistrz Sportu Rosji w hokeju na lodzie: 2009